# جون تاناكا
جون تاناكا (باليابانية: 田中 淳) (مواليد 1 سبتمبر 1983)، هو لاعب كرة قدم ياباني سابق كان يلعب كمدافع.

## وصلات خارجية
- جون تاناكا على موقع رابطة كرة القدم اليابانية للمحترفين (اليابانية)
- جون تاناكا على موقع Soccerway.com (الإنجليزية)